# Gaspard Moïse Augustin de Fontanieu
Gaspard Moïse Augustin de Fontanieu est un historien français, né en 1694 et mort en 1767 marquis de Fiennes et de Fontanieu, contrôleur général des meubles de la couronne de 1718 à 1767 ; il est à partir de 1730, l'un des premiers entrepreneurs du charbon français. 

## Biographie
Il était le fils de Moïse-Augustin Fontanieu et de Catherine Geneviève Dodun. 
En 1735, après avoir racheté la terre de Fiennes, il obtient, à Hardinghen, dans le Boulonnais, près de Calais, des concessions minières qu'il exploite, faisant concurrence au verrier François-Joseph Desandrouin, frère de Jean-Jacques Desandrouin, fondateur de la compagnie des mines d'Anzin. L'année 1735 est celle d'après la découverte de charbon gras à Anzin grâce à l'utilisation réussie de la pompe à feu de Thomas Newcomen.
Il est successivement intendant de Grenoble, conseiller d'État, contrôleur des meubles de la couronne. Il a laissé en manuscrit des Histoires de Charles VI, de Charles VII, du Dauphiné ; mais il est surtout connu pour avoir formé un riche et précieux recueil de titres sur l'histoire de France, avec notes, observations et dissertations. Ce recueil, remplissant 841 portefeuilles in-4, est à la Bibliothèque nationale de France.
Gaspard Moïse Augustin de Fontanieu est le père de Pierre Élisabeth de Fontanieu, comme lui intendant et contrôleur général du Garde-Meuble de la Couronne française, de 1767 à sa mort, en 1784.